# Skiensvassdraget
Skiens avrinningsområde är Norges tredje största avrinningsområde efter floderna Glomma och Drammen.  
Upptagningsområdet är 10,780 km2. Mätt längs den östra huvudgrenen (från Kvenna Hardangervidda) är längden 252 km.
Skiens avrinningsområde inkluderar floder som rinner ut i Norsjø norr om Skien:
- Vinje-Tokke avrinningsområde, som innefattar sjöarna Totak, Bandak, Kviteseidvatn och Flåvatn.
- Bøelva avrinningsområde, som innefattar sjöarna Sundsbarmvatn och Seljordsvatn. Bøelva rinner ut i Norsjø vid Årnesbukta.
- Tinnelva avrinningsområde, som innefattar Møsvatn, Kalhovdfjorden, Tinnsjø och Heddalsvatn såväl som floden Hjartdøla.

Floden Skien (Skienselva) börjar i Skien, vid Telemarkskanalens första lås och rinner genom Porsgrunn till mynningen av floden vid Frierfjorden vid Norsk Hydro fabrikskomplex.
Skiens avrinningsområde är kraftigt reglerat för kraftproduktion och stora delar kanaliseras. Telemarkskanalen förbinder Skien med Dalen vid deltat där floden Tokke rinner ut i västra änden av sjön Bandak. Kanalen förbinder de långa sjöarna Norsjø, Flåvatn, Kviteseidvatn och Bandak med hjälp av en serie av åtta slussar. Norsjø-Skien-kanalen, med lås i Skien och vid Løveid, byggdes 1854-1861 och är den äldsta av de två kanalerna. Denna kanal ansluter till hamnen Bryggevannet i Skien och Frierfjorden i Bamble. Bandak-Norsjø-kanalen är den andra ursprungskanalen och öppnades 1892.